# Antoni Reiter
Antoni Franciszek Reiter (* 16. März 1950 in Danzig; † 9. Februar 1986 ebenda) war ein polnischer Judoka, der 1973 Weltmeisterschaftsdritter und 1975 Europameister war.

## Sportliche Karriere
Der 1,81 m große Antoni Reiter kämpfte bis 1976 im Mittelgewicht, der Gewichtsklasse bis 80 Kilogramm. Er gewann 1971 seinen ersten polnischen Meistertitel. bei den Weltmeisterschaften 1971 in Ludwigshafen schied er nach einer Niederlage gegen den Niederländer Jan Snijders frühzeitig aus. Anfang 1973 belegte er den dritten Platz beim Tournoi de Paris. Bei den Europameisterschaften 1973 unterlag er im Achtelfinale Bernd Look aus der DDR. Bei den Weltmeisterschaften 1973 in Lausanne unterlag er im Poolfinale dem Japaner Isamu Sonoda und im Halbfinale dem anderen Japaner Shōzō Fujii. Im Kampf um eine Bronzemedaille besiegte er Guram Gogolauri aus der Sowjetunion. Ende 1973 gewann Reiter seinen zweiten polnischen Meistertitel.
1974 belegte er bei drei Turnieren den zweiten Platz. Bei den Europameisterschaften in London unterlag er im Finale dem Franzosen Jean-Paul Coche. Drei Wochen nach den Europameisterschaften verlor er bei den polnischen Meisterschaften gegen Adam Adamczyk. Im November 1974 unterlag er bei den Weltmeisterschaften der Studierenden im Finale dem Japaner Yoshimi Hara. 1975 siegte Reiter im Finale der Europameisterschaften in Lyon gegen Abdulgadschi Barkalajew aus der Sowjetunion. In diesem Jahr konnte er seinen dritten polnischen Meistertitel erkämpfen. Bei den Weltmeisterschaften 1975 in Wien schied er im Achtelfinale gegen Alexei Wolossow aus der Sowjetunion aus. Im Mai 1976 fanden in Kiew die Europameisterschaften 1976 statt. Reiter gewann eine Bronzemedaille, war allerdings hinter dem Zweitplatzierten Adam Adamczyk nur zweitbester Pole in seiner Gewichtsklasse. Deshalb wich Reiter für einen Startplatz bei den Olympischen Spielen 1976 in Montreal ins Halbschwergewicht aus. Dort gewann er seinen ersten Kampf gegen den Liechtensteiner Paul Büchel mit Ippon nach 4:44 Minuten. Im Achtelfinale schied er gegen Dietmar Lorenz aus der DDR nach Waza-Ari aus.